# Девятая конфигурация (фильм)
«Девятая конфигурация» (англ. The Ninth Configuration) — психологическая драма 1980 года, снятая по мотивам литературного произведения, написанного Уильямом Питером Блэтти. Автор выступил в качестве режиссёра фильма, пригласив часть команды из сделавшим его популярным кинохита «Изгоняющий дьявола». В частности, одну из главных ролей исполнил Джейсон Миллер, сыгравший там главную роль священника.

## Описание
В странном замке психолог с помощью весьма нестандартных занятий помогает бывшим солдатам проходить курс реабилитации. В центре внимания история одного из пациентов, который пытается противостоять внутренней волне насилия. Однако жизнь заставляет его сделать весьма сложный выбор…

## В ролях
- Стейси Кич — полковник Винсент Кейн
- Скотт Уилсон — капитан Билли Катшоу
- Джейсон Миллер — лейтенант Фрэнки Рено
- Эд Флэндерс — полковник Ричард Фелл
- Невилл Брэнд — майор Марвин Гропер
- Джордж Диченцо — капитан Фэрбенкс
- Моузес Ганн — майор Наммак
- Роберт Лоджа — лейтенант Бенниш
- Джо Спинелл — лейтенант Спинелл
- Алехандро Рей — лейтенант Гомес
- Ричард Линч
- Уильям Питер Блэтти — лейтенант Фромм (в титрах не указан)

## Награды и номинации
Премия «Золотой глобус» 1981:
- Лучший драматический фильм (номинация)
- Лучший актёр второго плана — Скотт Уилсон (номинация)
- Лучший сценарий — Уильям Питер Блэтти (награда)

Премия «Сатурн» 1981:
- Лучший фильм-фэнтези (номинация)
- Лучший сценарий — Уильям Питер Блэтти (награда)